# بلبل سیاه
بلبل سیاه (نام علمی: Hypsipetes leucocephalus) که همچنین به عنوان بلبل سیاه هیمالیایی یا بلبل سیاه آسیایی شناخته می‌شود، عضوی از تیرهٔ بلبلان از پرندگان گنجشک‌سان است. عمدتاً در هیمالیا یافت می‌شود و دامنه آن از پاکستان به سوی شرق تا جنوب شرق آسیا امتداد دارد. این گونه از سردهٔ Hypsipetes است که توسط نیکولاس ایلوارد ویگورس در آغاز دههٔ ۱۸۳۰ تأسیس شد. چندین زیرگونه وجود دارد که عمدتاً در سایه پرهای بدن متفاوت است که از خاکستری تا سیاه متغیر است، و برخی نیز در شکل‌های سرسفید دیده می‌شوند، همان‌طور که با نام خاص آن leucocephalus، به معنای واقعی کلمه «سرسفید» پیشنهاد می‌شود. پاها و نوک همیشه نارنجی مایل به قرمز پررنگ هستند.

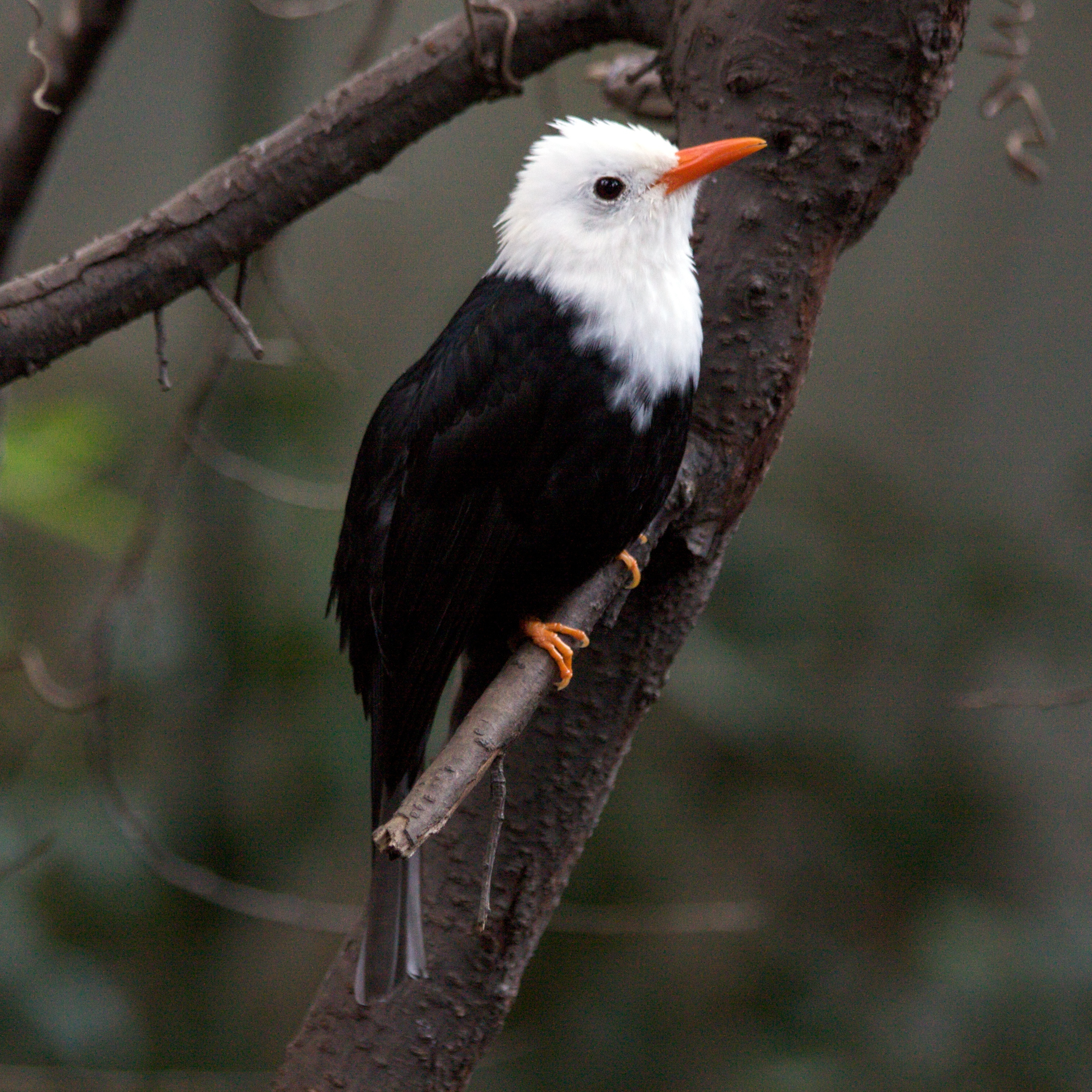
شکل سرسفید زیرگونه نمادین